# Anina
Anina (pronunciació en romanès: ['anina ] ; en alemany: Steierdorf ; en hongarès: Stájerlakanina) és una ciutat de la regió del Banat de Romania, al comtat de Caraș-Severin, amb una població de 10.886 el 2000. La ciutat administra un poble, Steierdorf (en alemany: Steierdorf, en hongarès: Stájerlak).
El 2002, les restes humanes modernes més antigues d'Europa es van descobrir en una cova prop d'Anina. Sobrenomenat "Ion din Anina" (Joan d'Anina), les restes (la mandíbula inferior) tenen uns 40.000 anys d'antiguitat.
Anina representa una de les localitats més importants dels Carpats del Sud per als fòssils juràssics, tant vegetals com animals, ja que el patrimoni geològic aquí és particularment divers i ben conservat (Popa, 2001, 2005). Anina és un fòssil Lagerstatte per a la biota del Juràssic primerenc, la formació terrestre de Hettangian-Sinemurian Steierdorf que registra una associació floral extremadament rica, pistes, traces i caus de vertebrats i invertebrats. Aquest patrimoni paleontològic va ser descobert també per importants obres mineres, com ara mines subterrànies i mines a cel obert, que permeten estudis tridimensionals dels jaciments continentals, una oportunitat única a Europa i al món, fins al lamentable tancament de la darrera gran mina el 2006. Tot i així, els abocadors estèrils de les antigues mines i les antigues mines a cel obert de Ponor i Colonia Ceha són molt riques en material vegetal i representen el tema de la conservació local, com a llocs preservats o Llocs d'especial interès científic (SSSI).

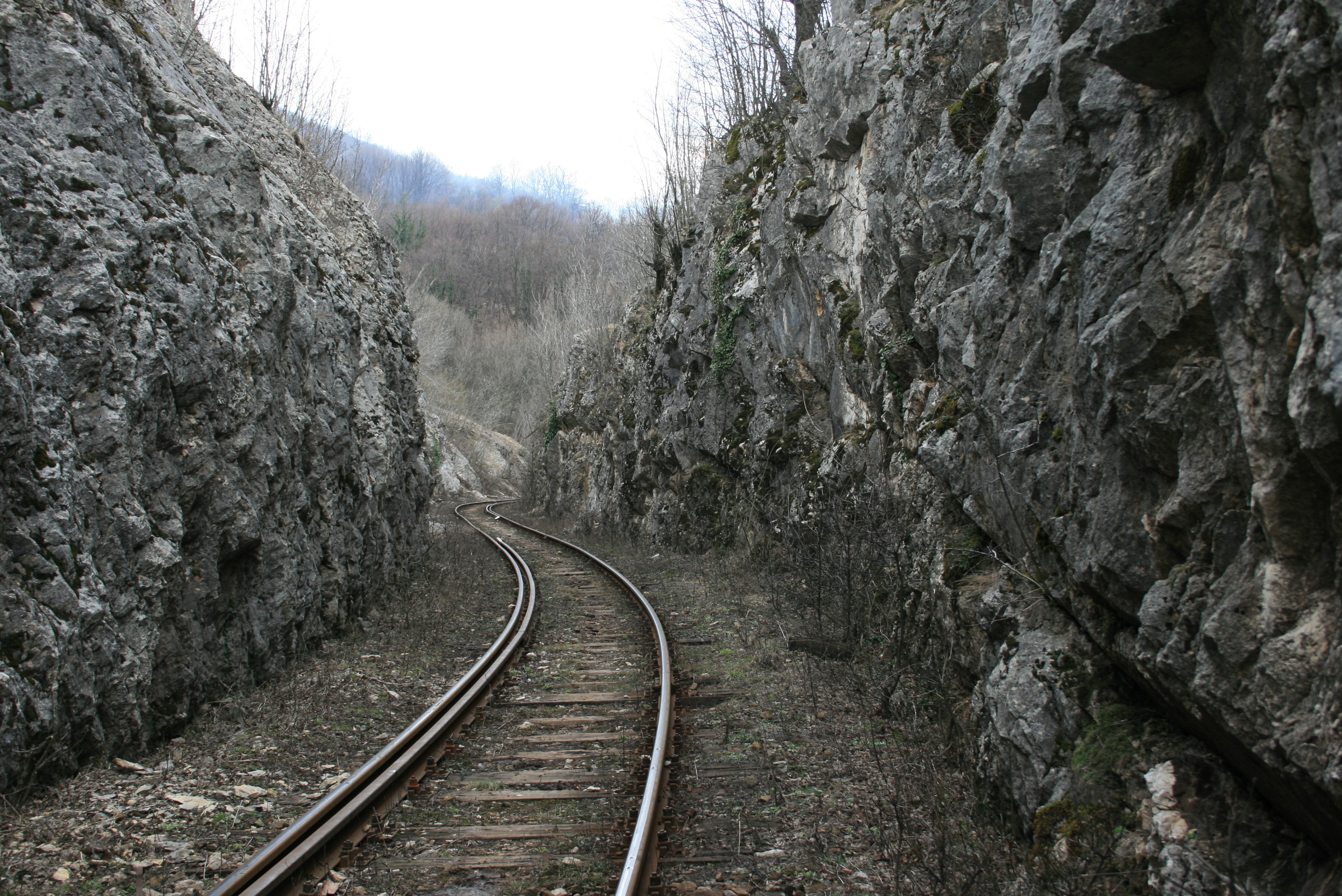
Vista des del ferrocarril de muntanya Oravița - Anina el 2010

La flora del Juràssic primitiu (Hettangià - Sinemurià) està representada per Briòfits (Hepaticae), Pteridòfits (Filicopsida, Sphenopsida, Lycopsida) i Gimnospermes (Pteridospermopsida, Ginkgopsida, Cycadopsida, Coniferopsida), amb nombrosos generadors de carbó (Givulescu, 1998) - Van Cittert, 2005). Recentment es van descriure túnels molt rars de vertebrats (Popa i Kedzior, 2006), ja que aquests caus només es van informar de tres ocurrències al món (Sud-àfrica, Arizona i Argentina), pistes tetràpodes com Batrachopus cf. deweyi (Popa, 2000), i pistes de sauròpodes de Parabrontopodus sp. tipus (Pienkowski et al., 2009).
Les formacions marines del Juràssic mitjà també són extremadament riques en invertebrats marins i restes florals a la deriva, mentre que les unitats del Juràssic superior i del Cretaci inferior presenten característiques basinals i de plataforma carbonatada (Bucur, 1997).
El patrimoni industrial de la mineria del carbó també és important, ja que encara es conserven arquitectures industrials i fosses austríaques, com ara el pou nord (Anina Fossa I), Fossa II, Fossa IV (al costat de la vall de Terezia). Les activitats de mineria del carbó van començar el 1792, després que Matthew Hammer descobrís el primer aflorament de carbó.
El ferrocarril Anina-Oravita construït el 1863, encara es fa servir avui amb finalitats turístiques. És un dels ferrocarrils més bells d'Europa a causa de paisatges molt pintorescs, viaductes i llargs túnels. El ferrocarril conserva molts aspectes del disseny original i, com a tal, no compleix moltes normes de la UIC i necessita locomotores especials, més potents i autocars de ferrocarril més curts.
Anina es troba entre el Parc Nacional Cheile Nerei-Beusnita i el Parc Nacional Semenic-Cheile Carasului, i degut al seu patrimoni natural i industrial mereix l'estatus de geoparc, un estat molt necessari per a una àrea geològica i històrica tan important.